# Grapholita jungiella
Grapholita jungiella es una especie de polilla del género Grapholita, tribu Grapholitini, familia Tortricidae. Fue descrita científicamente por Clerck en 1759.
La envergadura es de unos 10–13 milímetros. Se distribuye por Europa.